# Wilhelm Selke

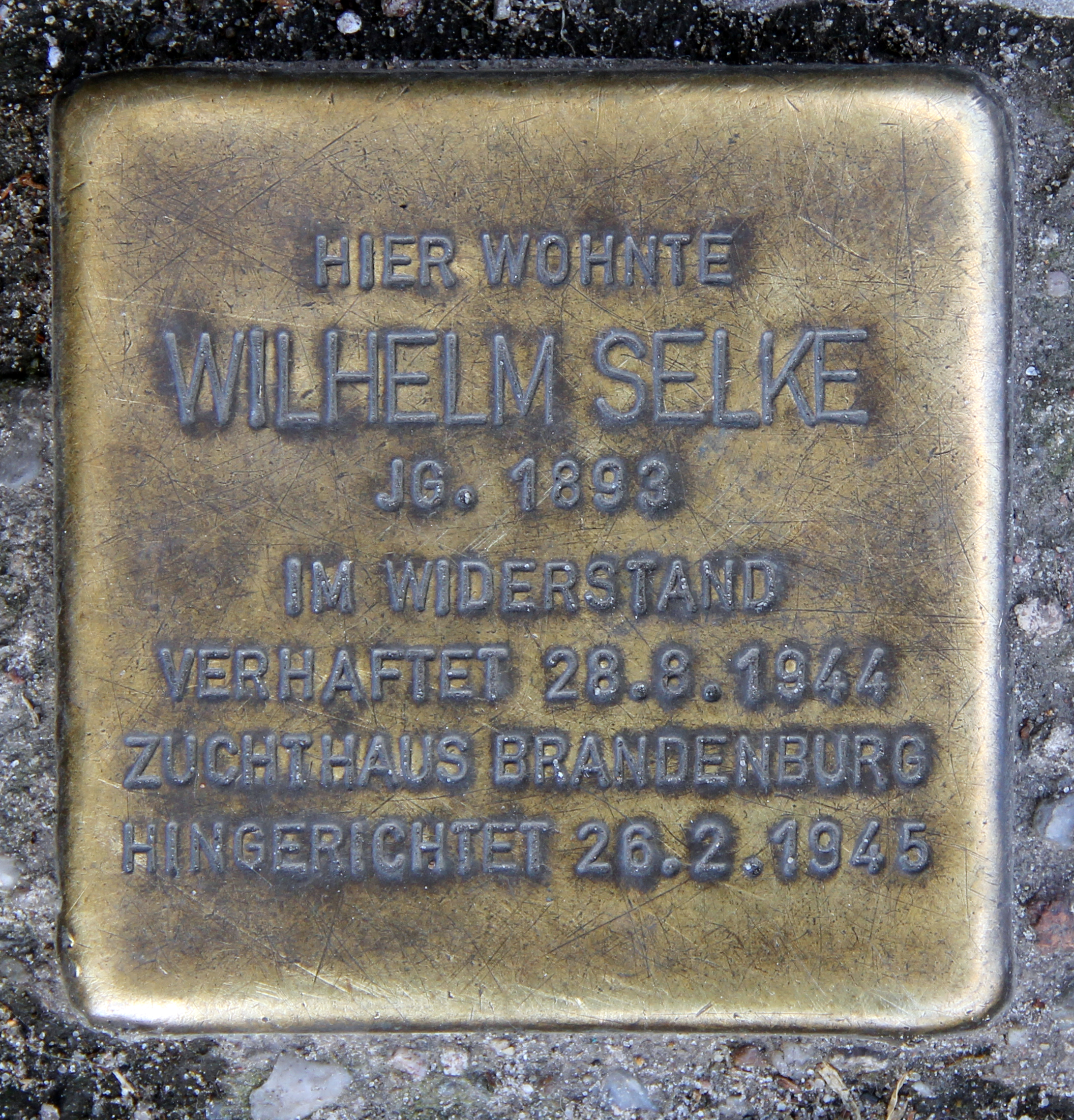
Der Stolperstein für Wilhelm Selke in der Ritterstraße 109 in Berlin-Kreuzberg

Wilhelm Selke (geboren am 29. April 1893 in Kröpelin; gestorben am 26. Februar 1945 im Zuchthaus Brandenburg-Görden) war ein deutscher Buchbinder, Gewerkschafter, KPD-Mitglied und Widerstandskämpfer in der Saefkow-Jacob-Bästlein-Organisation.

## Leben
Mit 14 Jahren verlor der junge Wilhelm Selke bei einem Arbeitsunfall sein linkes Bein bis zum Oberschenkel, war lange krank und wurde wegen seines Handicaps nicht zum Militär eingezogen. 1912 begann er in Rostock eine Lehre als Buchbinder und legte 1916 seine Gesellenprüfung mit Auszeichnung ab. Im gleichen Jahr heiratete er die Hausangestellte Frieda und zog mit ihr nach Berlin-Kreuzberg. 1918 wurde Selke Mitglied im Deutschen Buchbinder-Verband, 1919 traten die Eheleute in die KPD ein.
Selke kandidierte dreimal für die KPD zur Bezirksverordnetenversammlung und wurde 1928–1929 als Nachrücker Mitglied des Bezirksparlaments. Das Schwergewicht legte er aber auf seine Gewerkschaftsarbeit. Ab 1928 agierte er für die Revolutionäre Gewerkschafts-Opposition, den gewerkschaftlichen Arm der KPD; er kritisierte 1932 einen Tarifabschluss, der den Buchbindern Verschlechterungen brachte, und vertrat die Auffassung, „dass nur ein revolutionärer Kurs... eine Änderung dieser Zustände bringen kann.“
Ab 1936 arbeitete Selke als Buchbindermeister im Ullsteinhaus des von den Nazis „arisierten“ Ullstein-Verlags. Während des Krieges gehörte Selke zum Widerstand der Saefkow-Jacob-Bästlein-Organisation und bildete mit dem Buchbinder Rudolf Peter und dem Packer August Mikutta eine „illegale“ Gewerkschaftsgruppe im Betrieb. Die Gruppe sammelte Geld und Lebensmittelmarken für den Widerstand, suchte die Produktion von Nazi-Schriften zu sabotieren und verbreitete illegale Schriften und Flugblätter. Das Material kam von Willi Heinze. Selke vermittelte auch ein Treffen zwischen Anton Saefkow und Gewerkschaftsfunktionären, den ehemaligen Vorsitzenden des Buchbinder-Verbandes August Imhoff und Emil Priemer.
Von einem Gestapo-Spitzel verraten, flog die Widerstandsorganisation auf. Am 4. Juli 1944 wurde Anton Saefkow und am 10. August 1944 Wilhelm Selke verhaftet und vor dem Volksgerichtshof angeklagt. Anton Saefkow, Franz Jacob und Bernhard Bästlein wurden zum Tode verurteilt und am 18. September 1944 hingerichtet. Wilhelm Selke kam zunächst mit zwei Jahren Gefängnis davon. Doch die Gestapo ermittelte weitergehende Informationen über den Widerstand. Im Januar 1945 wurde eine zweite Hauptverhandlung gegen Selke und 13 weitere Angeklagte eröffnet. Selke und drei weitere Angeklagte (Willi Heinze, Paul Hegenbart und Julius Wordelmann) wurden am 18. Januar 1945 wegen Hochverrats zum Tode verurteilt, August Mikutta und Rudolf Peter erhielten drei bzw. vier Jahre Zuchthaus. Selkes Gnadengesuch und elf weitere von Freunden und Angehörigen wurden abgelehnt. Das Todesurteil wurde am 26. Februar 1945 im Zuchthaus Brandenburg-Görden durch das Fallbeil vollstreckt. Wenige Tage später kam Rudolf Peter im gleichen Zuchthaus zu Tode. Selke hinterließ seine Ehefrau Frieda und eine kleine Tochter.

## Ehrungen
Vor dem Haus Ritterstr 109 in Berlin-Kreuzberg wurde 2008 ein Stolperstein verlegt.